# Misgurnus
Misgurnus é um gênero da família Cobitidae.

## Espécies
- Misgurnus anguillicaudatus (Cantor, 1842)
- Misgurnus buphoensis R. T. Kim & S. Y. Park, 1995
- Misgurnus fossilis (Linnaeus, 1758)
- Misgurnus mohoity (Dybowski, 1869)
- Misgurnus multimaculatus Rendahl, 1944
- Misgurnus nikolskyi Vasil'eva, 2001
- Misgurnus tonkinensis Rendahl, 1937[2]